# ‘En Namer
‘En Namer (hebreiska: עין נמר) är en källa i Israel.   Den ligger i distriktet Södra distriktet, i den östra delen av landet.
Terrängen runt ‘En Namer är lite bergig. Runt ‘En Namer är det ganska glesbefolkat, med 42 invånare per kvadratkilometer. Närmaste större samhälle är ‘Arad, 14,5 km sydväst om ‘En Namer. Trakten runt ‘En Namer är ofruktbar med lite eller ingen växtlighet.